# Roy Aitken
Robert Sime "Roy" Aitken (født 24. november 1968 i Irvine, Skotland) er en tidligere skotsk fodboldspiller, der spillede som defensiv midtbanespiller. Han var på klubplan tilknyttet Celtic, St. Mirren og Aberdeen i hjemlandet, samt engelske Newcastle United. Længst tid var han hos Celtic, hvor han også var med til at vinde adskillige titler, blandt andet seks skotske mesterskaber.
Aitken blev desuden noteret for 57 kampe og én scoring for Skotlands landshold. Han deltog ved VM i 1986 og VM i 1990.
Efter at have indstillet sin aktive karriere forsøgte Aitken sig som træner, og var i to år manager for Aberdeen, og var i 2006 desuden kortvarigt ansvarshavende hos Aston Villa i England.

## Titler
Skotsk Premier League
- 1977, 1979, 1981, 1982, 1986 og 1988 med Celtic F.C.

Skotsk FA Cup
- 1977, 1980, 1985, 1988 og 1989 med Celtic F.C.

Skotsk Liga Cup
- 1983 med Celtic F.C.